# 6 avril
Pour les articles homonymes, voir Six-Avril.
6 mars 6 mai
Chronologies thématiques
- Croisades
- Ferroviaires
- Sports
- Disney
- Anarchisme
- Catholicisme

Abréviations / Voir aussi
- (° 1852) = né en 1852
- († 1885) = mort en 1885
- a.s. = calendrier julien
- n.s. = calendrier grégorien
- Calendrier
- Calendrier perpétuel
- Liste de calendriers
- Naissances du jour

Le 6 avril est le 96e jour, moins souvent le 97e, de l'année du calendrier grégorien ; il en reste ensuite 269.
Son équivalent était généralement le 17e jour du mois de germinal dans le calendrier républicain / révolutionnaire français, officiellement dénommé jour du mélèze.

## Événements

### Iersiècleav. J.-C.
- 46 av. J.-C. (correspondant au 7 februarius du calendrier romain avant que César n'introduise sa réforme calendaire la même année) : 
  - bataille de Thapsus (aujourd’hui Ras Dimass, en Tunisie), opposant une armée conservatrice optimate (conduite par Metellus Scipion et Juba Ier de Numidie), à des troupes victorieuses de Jules César (c. 11 000 morts en tout).

### Vesiècle
- 402 : bataille de Pollentia, victoire de Stilicon sur les Wisigoths.

### XIIIesiècle
- 1250 : bataille de Fariskur, défaite de Louis IX mettant fin à la septième et avant-dernière croisade.

### XIVesiècle
- 1320 : signature de la déclaration d'Arbroath, déclaration d'indépendance écossaise, écrite en latin sous le règne de Robert Bruce.
- 1326 : prise de Bursa par les Ottomans d'Orhan.

### XVIIesiècle
- 1652 : fondation de la ville du Cap par Jan van Riebeeck.

### XVIIIesiècle
- 1722 : découverte de l'île de Pâques par Jakob Roggeveen[1].
- 1782 : exécution du roi de Thaïlande Taksin.
- 1793 : création du Comité de salut public.

### XIXesiècle
- 1814 : première abdication de Napoléon Ier.
- 1815 : rétrocession de l'île Bourbon à la France.
- 1862 : bataille de Shiloh lors de la guerre de Sécession. Victoire des nordistes dirigés par Grant sur les forces confédérées des généraux Johnston et P. G. T. Beauregard.
- 1865 : bataille de Sayler's Creek lors de la guerre de Sécession. Défaite des confédérés.
- 1896 : ouverture des premiers Jeux olympiques modernes.

### XXesiècle
- 1917 : entrée en guerre des États-Unis, lors de la Première Guerre mondiale[2].
- 1924 : première victoire du Parti national fasciste aux élections législatives italiennes.
- 1944 : rafle des enfants d'Izieu par la Gestapo.
- 1972 : début de l'affaire de Bruay-en-Artois.
- 1973 : Fahri Korutürk devient Président de la République turque.
- 1984 : début du putsch militaire contre le régime du président camerounais Paul Biya.
- 1992 : début de la guerre de Bosnie-Herzégovine.
- 1994 : attentat contre l'avion du président rwandais Juvénal Habyarimana et déclenchement du génocide hutu contre Tutsis et Hutus modérés.

### XXIesiècle
- 2002 : José Manuel Durão Barroso devient premier ministre du Portugal.
- 2005 : 
  - le Kurde Jalal Talabani est élu président d'Irak.
  - Albert II devient le quatorzième prince souverain de Monaco.
- 2012 : le Mouvement national de libération de l'Azawad proclame l'indépendance de l'Azawad, territoire situé au nord du Mali. La communauté internationale ne reconnait pas l'indépendance.
- 2014 : en Hongrie, réélection du Fidesz, qui recueille de nouveau une majorité qualifiée de sièges aux élections législatives.
- 2016 : le référendum néerlandais organisé sur demande citoyenne rejette l'accord d'association entre l'Ukraine et l'Union européenne.
- 2017 :
  - Kaiane Aldorino, Miss Gibraltar et Miss Monde 2009 devient maire de la ville de Gibraltar.
  - en Gambie, le parti du nouveau président Adama Barrow remporte les élections législatives.
  - Donald Trump rencontre Xi Jinping à Mar-a-Lago.
- 2019 : des élections législatives se déroulent afin de pourvoir les 87 membres du Conseil du peuple des Maldives et c'est le Parti démocrate du président Ibrahim Mohamed Solih qui remporte les deux tiers des sièges.
- 2021 : incident de protocole diplomatique en Turquie, désigné dans la presse sous le nom de « sofagate », survenu lors d'une rencontre entre la présidente de la Commission européenne Ursula von der Leyen et le président du Conseil européen Charles Michel, avec le chef de l'État turc Recep Tayyip Erdoğan.
- 2024 : en Slovaquie, Peter Pellegrini est élu président de la République[3].

## Arts, culture et religion
- 1943 : Le Petit Prince fait son apparition dans des librairies des États-Unis, ce sera en
  - 1946 par Gallimard, en France[4].
- 2003 : première diffusion du premier épisode de la série Sonic X sur la chaîne TV Tokyo au Japon.
- 2018 : sortie de la saison 2 de La casa de papel.

## Sciences et techniques
- 2014 : annonce de la découverte d’un océan d’eau liquide sous la surface gelée d’Encelade, l'une des lunes de Saturne.

## Économie et société
- 2018 : une collision au Saskatchewan (Canada) impliquant un semi-remorque et un bus transportant l'équipe junior des Broncos de Humboldt de hockey tue 15 des 29 personnes qui se trouvaient à bord du bus.

## Naissances

### VIesiècle
- 570 : Childebert II, roi mérovingien d'Austrasie de 575 à sa mort et de Bourgogne et de l’Orléanais à partir de 592 († entre le 28 et le 28 mars 596).Autoportrait de Raphaël

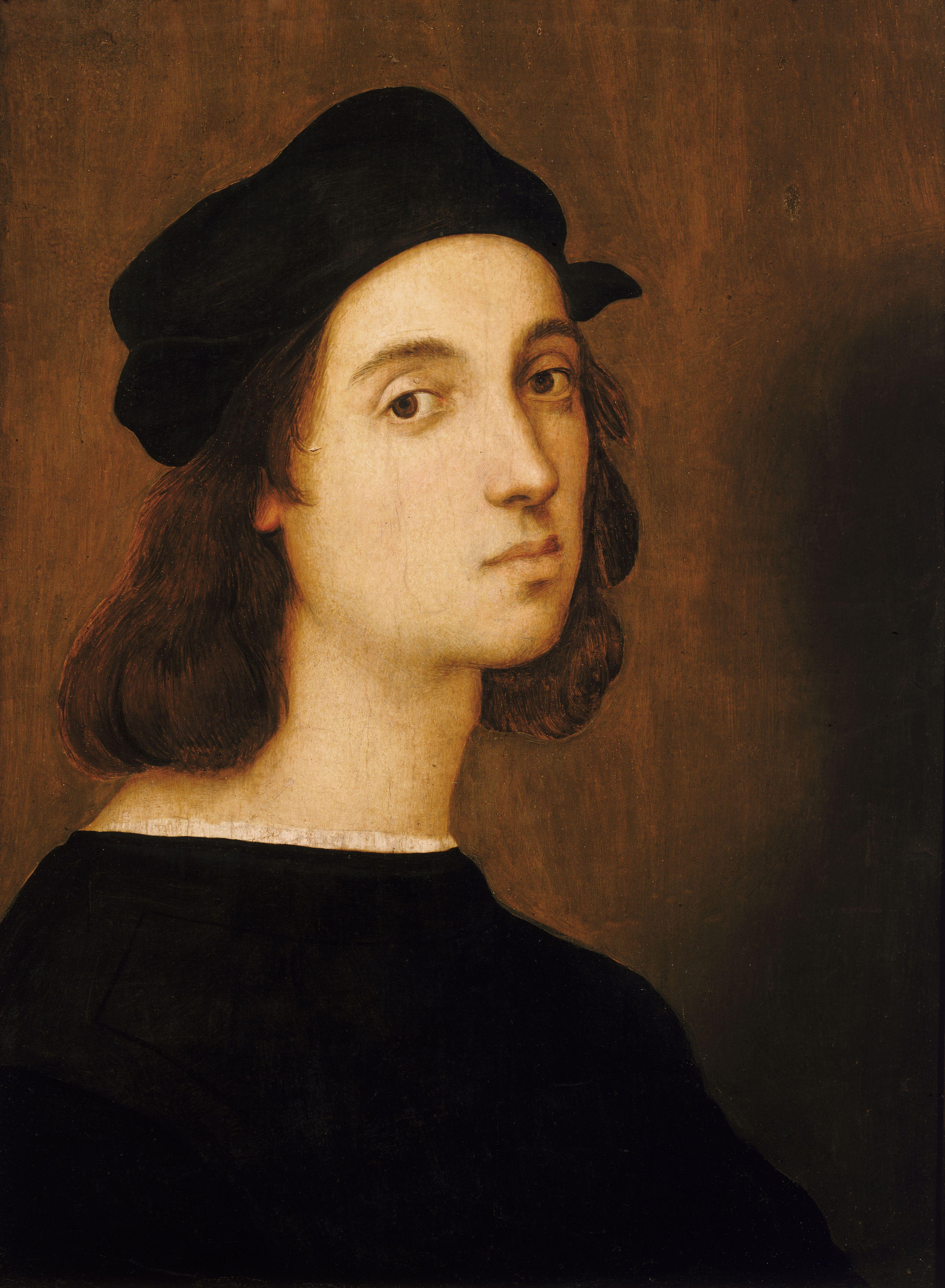
Autoportrait de Raphaël

### XVesiècle
- 1483 : Raphaël (Raffaello Sanzio dit), peintre et architecte italien († 6 avril 1520).
- 1498 : Jean des Bandes Noires, condottiere italien († 1526).

### XVIIesiècle
- 1651 : André Dacier, philologue français († 12 septembre 1722).
- 1660 : Johann Kuhnau, compositeur allemand († 5 juin 1722).
- 1670 : Jean-Baptiste Rousseau, poète et dramaturge français († 17 mars 1741).

### XVIIIesiècle
- 1726 : Gérard Majella, saint catholique italien († 16 octobre 1755).
- 1741 : Sébastien-Roch Nicolas de Chamfort écrivain français († 13 avril 1794).
- 1754 : Frédéric-César de La Harpe, homme politique suisse († 30 mars 1838).
- 1765 : 
  - Charles-Félix de Savoie, roi de Sardaigne et duc de Savoie († 27 avril 1831).
  - Marten Rudolf Heland, graveur suédois († 26 mars 1814).
- 1767 : Alexandre Duval, dramaturge français († 9 janvier 1842).
- 1773 : James Mill, historien, économiste et philosophe britannique († 23 juin 1836).

### XIXesiècle
- 1801 : Lazare Hippolyte Carnot, homme politique français († 16 mars 1888).Autoportrait de Nadar

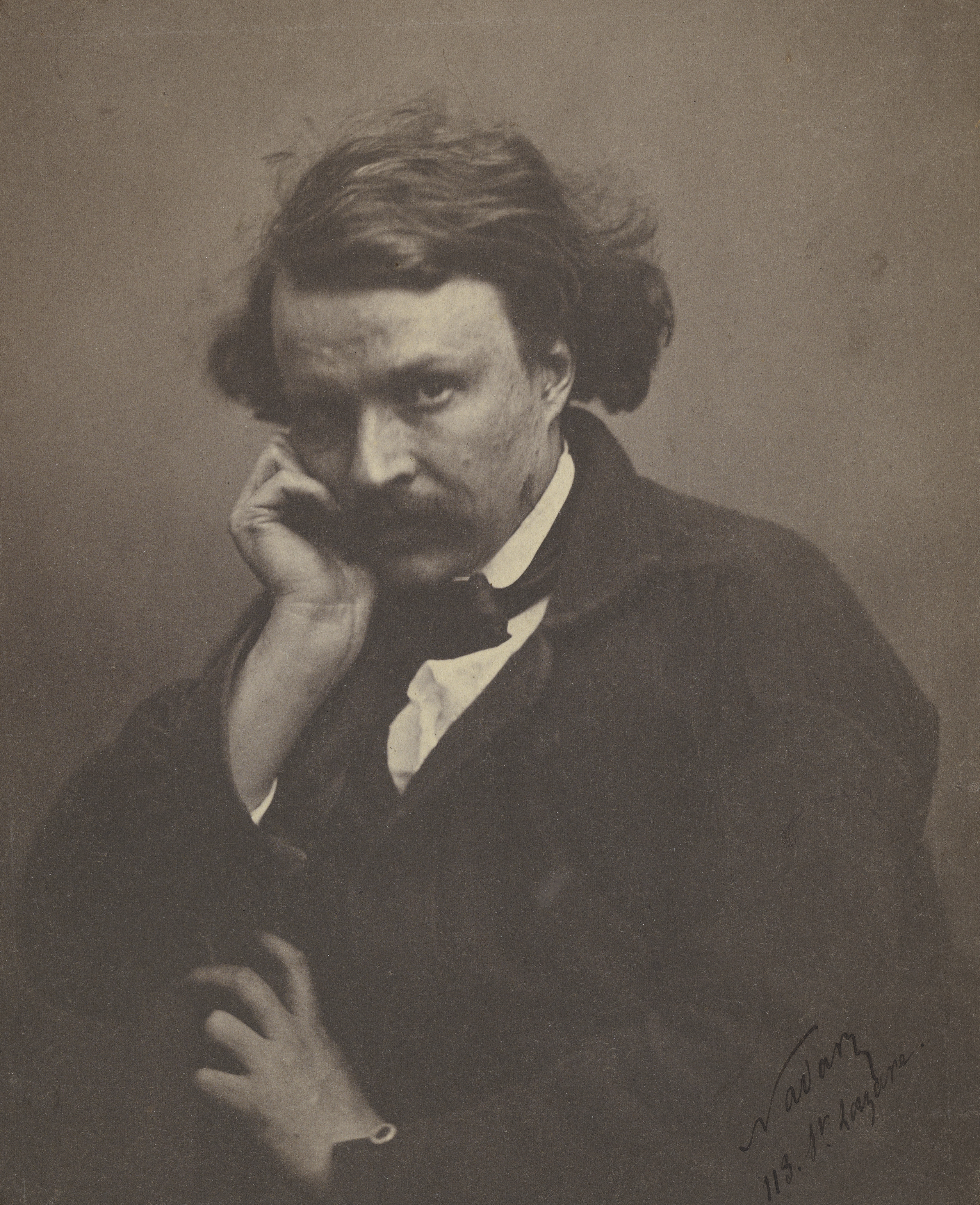
Autoportrait de Nadar

- 1812 : Alexandre Herzen (Александр Иванович Герцен), écrivain russe († 21 janvier 1870).
- 1819 : Jean Auguste Ulric Scheler, philologue belge († 16 novembre 1890).
- 1820 : Nadar (Félix Tournachon dit), caricaturiste, aérostier et photographe français († 21 mars 1910).
- 1826 : Gustave Moreau, peintre, graveur et dessinateur français († 18 avril 1898).
- 1837 : Ignác Kolisch, homme d'affaires, journaliste et maître d'échecs slovaque († 30 avril 1889).
- 1849 : John William Waterhouse, peintre britannique († 10 février 1917).
- 1851 : Guillaume Bigourdan, astronome français († 28 février 1932).
- 1853 : Emil Jellinek, consul diplomate, homme d'affaires austro-hongrois († 21 janvier 1918).
- 1855 : Charles Huot, peintre et illustrateur québécois († 28 janvier 1930).
- 1860 : René Lalique, maître verrier et bijoutier français († 5 mai 1945).
- 1861 : Stanislas de Guaita, occultiste et poète français († 19 décembre 1897).
- 1862 : Georges Darien, écrivain français († 19 août 1921).
- 1866 : Raymond-Marie Rouleau, archevêque québécois († 31 mai 1931).
- 1875 : Leonetto Cappiello, peintre, illustrateur et affichiste français († 2 février 1942).
- 1878 : Erich Mühsam, écrivain allemand († 10 juillet 1934).
- 1883 : Walter Huston, acteur américain (†).
- 1886 : Fateh Jang `Othman `Alî Khân Asaf Jâh VII, souverain de la principauté d'Hyderâbâd († 24 février 1967).
- 1890 :
  - André Danjon, astronome français († 27 avril 1967).
  - Anthony Fokker, avionneur néerlandais († 23 décembre 1939).
- 1892 : Donald Wills Douglas, Sr., industriel américain, fondateur de la Douglas Aircraft Company († 1er février 1981).
- 1894 : Gertrude Baines, doyenne américaine de l'humanité en 2009 († 11 septembre 2009).

### XXesiècle
- 1901 : Pier Giorgio Frassati, bienheureux catholique italien († 4 juillet 1925).Kurt Georg Kiesinger en 1966

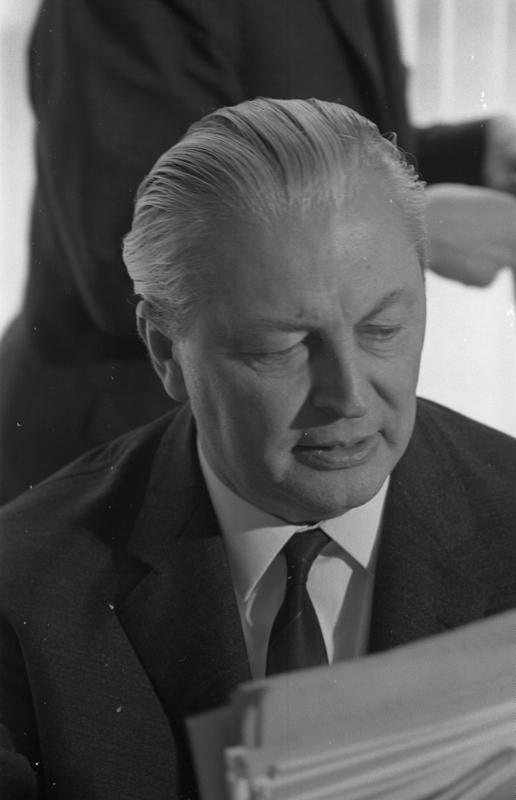
Kurt Georg Kiesinger en 1966

- 1902 : Julien Torma, dramaturge et poète français († 17 février 1933).
- 1904 :
  - Kurt Georg Kiesinger, homme politique allemand († 9 mars 1988).
  - Henri Vilbert, acteur français († 20 avril 1997).
- 1906 :
  - Virginia Hall, agent secret américain († 8 juillet 1982).
  - Victoriano Zorrilla, nageur argentin († 23 avril 1986).
- 1908 : Marcel-Marie Desmarais, prêtre dominicain, prédicateur et écrivain québécois († 16 juillet 1994).
- 1909 :
  - Hermann Lang, coureur automobile allemand († 19 octobre 1987).
  - William Marrion Branham, pasteur américain († 24 décembre 1965).
- 1911 : Feodor Lynen, biochimiste allemand, Prix Nobel de physiologie ou médecine en 1964 († 6 août 1979).
- 1912 : Jan Brzák-Felix, céiste tchécoslovaque double champion olympique († 15 juillet 1988).
- 1913 :
  - Muhtar Başoğlu, herpétologiste turc († 21 février 1981).
  - Otto Schmitt, biologiste, ingénieur et professeur d'université américain († 6 janvier 1998).
- 1914 : Enrica Beltrame Quattrocchi, infirmière et bénévole italienne, vénérable catholique († 16 juin 2012).
- 1915 : Tadeusz Kantor, homme de lettres et de cinéma polonais († 8 décembre 1990).
- 1917 : Leonora Carrington, peintre et romancière britannique († 25 mai 2011).
- 1918 : 
  - Alfredo Ovando Candía, président de Bolivie († 24 janvier 1982).
  - Amando de Ossorio, réalisateur espagnol († 13 janvier 2001).
- 1920 :
  - Jack Cover, inventeur américain du pistolet à impulsion électrique († 7 février 2009).
  - Edmond Fischer, biologiste américain, Prix Nobel de physiologie ou médecine en 1992.
- 1921 : 
  - Georgette Lacroix, animatrice de radio et écrivaine québécoise († 5 août 2008).
  - Wilbur Thompson, athlète américain, champion olympique du lancer du poids († 25 décembre 2013).
- 1924 : Yannick Bellon, monteuse, scénariste, réalisatrice et productrice française († 2 juin 2019).
- 1926 :
  - Sergio Franchi, ténor italien naturalisé américain († 1er mai 1990).
  - Gil Kane, dessinateur de comic américain († 31 janvier 2000).
  - Ian Paisley, homme politique britannique († 12 septembre 2014).
- 1927 : Gerry Mulligan, musicien saxophoniste américain († 20 janvier 1996).
- 1928 : James Dewey Watson, généticien et biochimiste américain.
- 1929 :
  - Edison Denisov, compositeur russe († 24 novembre 1996).
  - André Previn, pianiste, chef d'orchestre et compositeur américain († 28 février 2019).
- 1930 : Jacques Fesch, condamné à mort français en instance de béatification († 1er octobre 1957).
- 1931 :
  - Richard Alpert, professeur de psychologie américain († 22 décembre 2019).
  - Ivan Dixon, acteur et réalisateur américain († 16 mars 2008).
- 1932 : Helmut Griem, acteur et metteur en scène allemand († 19 novembre 2004).
- 1934 :
  - Anton Geesink, judoka néerlandais († 27 août 2010).
  - Guy Peellaert, graphiste, auteur de bandes dessinées, peintre, illustrateur, affichiste et photographe belge († 17 novembre 2008).
- 1936 : Jean-Pierre Changeux, neurobiologiste français.
- 1937 :
  - Billy Dee Williams, acteur américain.
  - Merle Haggard, chanteur et musicien américain († 6 avril 2016).
- 1938 : Roy Thinnes, acteur américain.
- 1939 : André Ouellet, homme politique canadien.
- 1940 :
  - Pedro Armendáriz Jr., acteur et producteur mexicain de cinéma et de télévision († 26 décembre 2011).
  - Gaétan Frigon, hommes d’affaires et gestionnaire québécois, un temps à la tête de la SAQ et de Loto-Québec.
- 1941 :
  - Eluki Monga Aundu, général congolais.
  - Gheorghe Zamfir, musicien roumain.
- 1942 : Barry Levinson, homme de cinéma américain.
- 1944 : Judith McConnell, actrice américaine.
- 1947 :
  - Oswaldo Piazza, footballeur argentin.
  - John Ratzenberger, homme de cinéma américain.
- 1948 :
  - Philippe Garrel, homme de cinéma français.
  - Charles Rouxel, coureur cycliste français.
  - Vítězslav Mácha, lutteur tchèque, champion olympique.
  - Patrika Darbo, actrice américaine.
- 1949 :
  - Jacky Boxberger, athlète français († 9 août 2001).
  - Patrick Hernandez, chanteur, auteur et compositeur français.
  - Horst Störmer, physicien allemand, prix Nobel de physique en 1998.
- 1951 :
  - Bert Blyleven, joueur de baseball américain.
  - Jean-Marc Boivin, alpiniste français († 17 février 1990).
- 1952 :
  - Udo Dirkschneider, chanteur allemand du groupe Accept.
  - Marilu Henner, actrice américaine.
  - Michel Larocque, hockeyeur canadien († 29 juillet 1992).
- 1953 : Christopher Franke, musicien et compositeur de musique allemand.
- 1954 : Christian Ranucci, antépénultième guillotiné par l'État en France († 28 juillet 1976).
- 1955 :
  - Cathy Jones, cinéaste canadienne.
  - Michael Rooker, acteur américain.
- 1956 : 
  - Normand Corbeil, compositeur québécois († 25 janvier 2013).
  - Mademba Ndiaye, journaliste, philosophe sénégalais
- 1957 :
  - Maurizio Damilano, athlète italien.
  - Pierre Martot, acteur français.
  - Paolo Nespoli, spationaute italien.
  - Christophe Sirchis, musicien et réalisateur français.
  - Jesper Bank, skipper danois, double champion olympique.
- 1959 :
  - Gail Shea, femme politique canadienne.
  - Pietro Vierchowod, footballeur italien.
- 1960 :
  - Marie-Dominique Dessez, actrice française († 29 novembre 2019).
  - Warren Haynes, guitariste et chanteur américain.
  - John Pizzarelli, guitariste, chanteur et compositeur de jazz américain.
  - Vanja Gesheva-Tsvetkova, kayakiste bulgare, championne olympique.
- 1963 :
  - Rafael Correa, homme d’État équatorien, président de l'Équateur de 2007 à 2017.
  - Pauline Lafont, actrice française († 11 août 1988).
- 1964 :
  - İskender Altın, acteur turc.
  - René Eijkelkamp, footballeur néerlandais.
  - Luíz Antônio dos Santos, athlète brésilien spécialiste du marathon († 6 novembre 2021).
- 1965 :
  - Frank Black, musicien américain, leader et fondateur des Pixies.
  - Emmanuel Bourdieu, auteur français.
  - Amedeo Carboni, footballeur italien.
  - Rica Reinisch, nageuse allemande.
  - Lieve Slegers, athlète belge.
- 1969 :
  - Lü Lin, pongiste chinois, champion olympique.
  - Ari Meyers, actrice américaine.
  - Philipp Peter, pilote automobile autrichien.
  - Paul Rudd, acteur américain.
  - Joël Smets, pilote belge de motocross.
- 1970 : Olaf Kölzig, hockeyeur allemand.
- 1972 :
  - Jason Hervey, acteur, producteur et scénariste américain.
  - Ami James, artiste-tatoueur israélien, tatoueur de l'émission Miami Ink.
  - Dickey Simpkins, joueur de basket-ball américain.
- 1973 :
  - Rie Miyazawa, actrice japonaise.
  - Sun Wen, footballeuse chinoise.
- 1974 : Robert Kovač, footballeur croate.
- 1975 :
  - Zach Braff, cinéaste américain.
  - Philippe Collin, animateur et producteur français de radio, auteur et journaliste.
  - Petr Franěk, joueur professionnel de hockey sur glace.
  - Hal Gill, hockeyeur américain.
  - Johan Karlsson, joueur de football suédois.
  - Joel West, mannequin et acteur américain.
- 1976 :
  - Candace Cameron Bure, actrice américaine.
  - Georg Hólm, musicien islandais, bassiste du groupe Sigur Rós.
  - Bruce Reihana, rugbyman néo-zélandais.
- 1977 : Matthias Schloo, acteur allemand.
- 1978 :
  - Martin Mendez, musicien uruguayen, bassiste du groupe Opeth.
  - Igor Semchov, footballeur russe.
- 1978 : Lauren Ridloff, une actrice américaine.
- 1979 : Alain Nkong, footballeur camerounais.
- 1980 :
  - Vera Carrara, coureuse cycliste italienne.
  - Tanja Poutiainen, skieuse finlandaise.
- 1981 :
  - Robert Earnshaw, footballeur gallois.
  - Lucas Matías Licht, footballeur argentin.
  - Alex Suarez (en), bassiste et claviériste américain du groupe Cobra Starship.
- 1982 :
  - Wim De Decker, footballeur belge.
  - Bret Harrison, acteur américain.
  - Travis Moen, hockeyeur canadien.
  - Adam Raga, trialiste espagnol.
- 1983 : Diora Baird, actrice américaine.
- 1984 :
  - Michaël Ciani, footballeur français.
  - Lamont Hamilton, basketteur américain.
- 1985 :
  - Jérémy Ferrari, humoriste français.
  - Clarke MacArthur, hockeyeur canadien.
  - Zhao Xue, joueuse d'échecs chinoise, grand maître international féminine.
- 1986 :
  - Aaron Curry, joueur de football américain.
  - Valérie Hayer, femme politique française.
  - Bryce Moon, footballeur sud-africain.
- 1987 : Robin Haase, joueur de tennis néerlandais.
- 1988 :
  - Mike Bailey, acteur britannique.
  - Francois Hougaard, joueur de rugby sud-africain.
  - Aaron Maybin, joueur de football américain.
  - Fabrice Muamba, footballeur anglais.
- 1989 : Djamel Bakar, footballeur français.
- 1990 : 
  - Michael Woods (en), footballeur anglais.
  - Charlie McDermott, acteur américain.
- 1993 : Spencer Dinwiddie, basketteur américain.
- 1994 : Niska (Stanislas Dinga Pinto dit), rappeur français d'origine congolaise.
- 1998 :
  - Peyton Roi List, actrice américaine.
  - Spencer List, acteur américain.
- 1999 : Sercan Demir, gymnaste artistique turc.

### XXIesiècle
- 2001 : Oscar Piastri, pilote automobile australien
- 2002 : Andrea Botez, joueuse d'échecs canado-américaine.
- 2009 : Valentina (Valentina Tronel dite), jeune chanteuse bretonne du groupe "Kids United" puis gagnante en sola de l' Eurovision junior 2020 pour la France.

## Décès

### IXesiècle
- 861 : Prudence de Troyes, évêque et chroniqueur espagnol (° vers la fin du VIIIe siècle).
- 885 : Méthode, évêque grec de Sirmium devenu saint orthodoxe et catholique avec son frère Cyrille, tous deux connus comme « Apôtres des Slaves » de l'Europe centrale et leurs évangélisateurs, promoteurs à ce titre d'un alphabet cyrillique (et méthodique) slavon (° entre 815 et 820).

### xesiècle
- 912 : Notker le Bègue, moine suisse (° vers 840).

### xiesiècle
- 1028 : Guillaume IV d'Angoulême, comte français (° 978).
- 1031 : Aribon de Mayence, archevêque de Mayence (° vers 990).

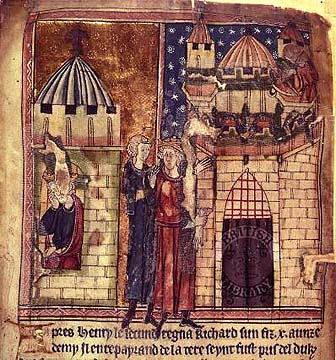
Richard Cœur de Lion en prison (à gauche), sa mort lors du siège de Châlus-Chabrol (à droite)

### XIIesiècle
- 1112 : Gibelin de Sabran, prélat français (° v. 1045).
- 1147 : Frédéric II de Souabe, duc de Souabe de 1105 à 1147 (° vers 1090).
- 1199 : Richard Cœur de Lion, roi d'Angleterre, tué lors du siège du château de Châlus-Chabrol, en Limousin (° 8 septembre 1157).

### xiiiesiècle
- 1212 : Bertram de Metz, évêque de Metz (° inconnue).
- 1231 : Guillaume le Maréchal, noble anglais (° vers 1190).
- 1250 : Hugues XI de Lusignan, noble et croisé français (° vers 1221).
- 1280 : Jacopo Contarini, doge de Venise de 1275 à 1280 (° 1194).
- 1283 : Pierre Ier d'Alençon, comte d'Alençon de 1268 à 1283 (° 29 juin 1251).

### XIVesiècle
- 1306 : Guillaume de Flavacourt, archevêque de Rouen (° inconnue).
- 1340 : Basile Ier de Trébizonde, empereur de Trébizonde de 1332 à 1340 (° 1315).
- 1362 : Jacques Ier de Bourbon-La Marche, militaire français (° 1319).
- 1387 : Jean d'Artois, noble français (° 29 août 1321).
- 1399 : Christian V d'Oldenbourg, comte d'Oldenbourg de 1368 à 1398 (° 1342).

### XVesiècle
- 1478 : Catherine de Pallanza, bienheureuse italienne (° 1437).

Autoportrait d'Albrecht Dürer en 1498

- 1490 : Mathias Ier, roi de Hongrie (° 23 février 1443).

### XVIesiècle
- 1520 : Raphaël, peintre et architecte italien (° 6 avril 1483).
- 1523 : Henry Stafford, noble anglais (° 1479).
- 1528 : Albrecht Dürer, graveur allemand (° 21 mai 1471).
- 1590 : Francis Walsingham, espion anglais (°C. 1530).

### xviiesiècle
- 1621 : Edward Seymour, noble anglais (° 22 mai 1539).

### XVIIIesiècle
- 1707 : Willem van de Velde le Jeune, peintre néerlandais (° 1633).
- 1755 : Richard Rawlinson, ministre et antiquaire britannique (° 3 février 1790).
- 1782 : Taksin, roi de Thaïlande (° 17 avril 1734).
- 1795 : Étienne Polverel, homme politique français (° 1740).
- 1799 : Alexandre Bezborodko, prince et homme politique russe (° 14 mars 1747).

### XIXesiècle
- 1803 : William Hamilton, diplomate, archéologue et volcanologue britannique (° 30 décembre 1730).
- 1821 : Robert Stewart, homme politique irlandais (° 27 septembre 1739).
- 1829 : Niels Henrik Abel, mathématicien norvégien (° 5 août 1802).
- 1838 : José Bonifácio de Andrada e Silva, naturaliste et homme d'État brésilien (° 13 juin 1763).
- 1844 : Frédéric-François-Xavier de Hohenzollern-Hechingen, militaire et homme politique autrichien (° 21 mai 1757).
- 1852 : Fiodor Vrontchenko, homme politique russe (° 1780).
- 1862 : Albert Sidney Johnston, général sudiste de la Guerre civile américaine (° 2 février 1803).
- 1869 : Adolphe Delessert, explorateur et naturaliste français (° 15 septembre 1809).
- 1881 : Philip de Malpas Grey Egerton, paléontologue britannique (° 13 novembre 1806).
- 1885 : Eduard Vogel von Falckenstein, général prussien (° 5 janvier 1797).
- 1886 : 
  - Mardochée Aby Serour, rabbin et explorateur marocain (° 1826).
  - « Desperdicios » (Manuel Domínguez dit), matador espagnol (° 27 février 1816).
  - William Edward Forster, homme politique britannique (° 11 juillet 1818).
  - Théodore Ritter, compositeur et pianiste français (° 5 avril 1840).
  - Wriothesley Russell, chanoine britannique (° 11 mai 1804).

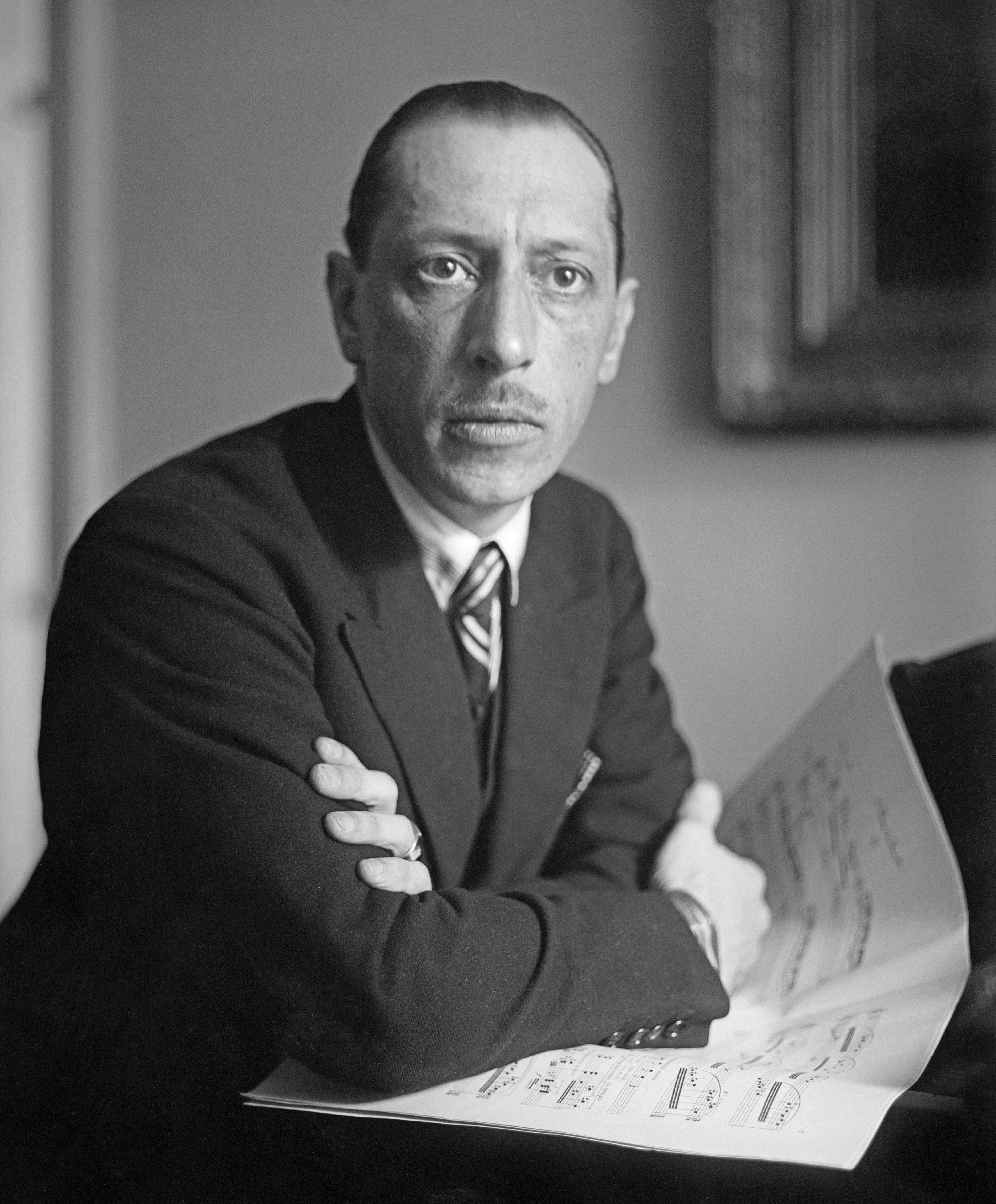
Igor Stravinsky

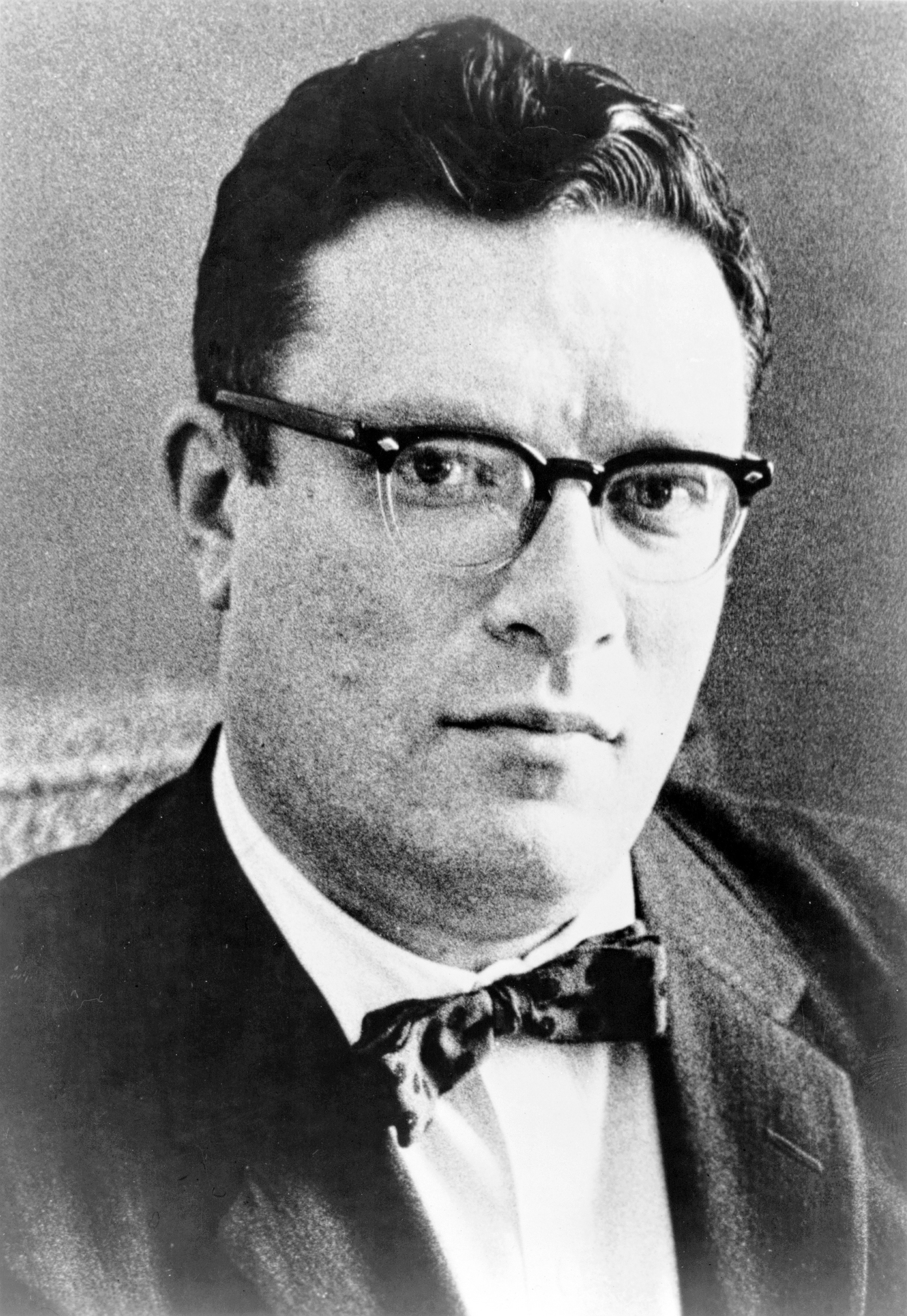
Isaac Asimov en 1965

### XXesiècle
- 1905 : Henry Benedict Medlicott, géologue britannique (° 3 août 1829).
- 1906 : Alexander Kielland, écrivain norvégien (° 18 février 1849).
- 1917 : Hans Berr, pilote allemand (° 20 mai 1890).
- 1935 : Şehzade Ömer Hilmi, troisième fils de Mehmed V (° 2 mars 1886).
- 1937 : El Carbonerillo (Manuel Vega García dit), chanteur de flamenco espagnol (° 8 février 1906).
- 1941 : Paul Frédéric Rollet, général français (° 20 décembre 1875).
- 1945 : Idola Saint-Jean, journaliste et éducatrice québécoise (° 19 mai 1880).
- 1956 : Charlotte Lysès, comédienne française, première épouse de Sacha Guitry (° 17 mai 1877).
- 1960 : Friedrich Kirchner, général allemand (° 26 mars 1885).
- 1961 : Jules Bordet, immunologiste et microbiologiste belge, Prix Nobel de physiologie ou médecine 1919 (° 13 juin 1870).
- 1963 : Otto Struve, astronome américain (° 12 août 1897).
- 1964 : Róise Mhic Ghrianna, chanteuse et conteuse traditionnelle irlandaise (° 13 mars 1879).
- 1971 : Igor Stravinsky, compositeur russe, naturalisé français puis américain (° 17 juin 1882).
- 1974 :
  - Willem Marinus Dudok, architecte néerlandais (° 6 juillet 1884).
  - Štěpán Trochta, prélat tchèque, cardinal (° 26 mars 1905).
- 1984 : Ral Donner (en), chanteur américain (° 10 février 1943).
- 1987 : Jean-Baptiste Doumeng, homme d'affaires français (° 2 décembre 1919).
- 1990 : Ronald Evans, astronaute américain (° 10 novembre 1933).
- 1991 :
  - Louis Joxe, homme politique français (° 16 septembre 1901).
  - Bill Ponsford, joueur de cricket australien (° 19 octobre 1900).
- 1992 : Isaac Asimov, écrivain américain (° 2 janvier 1920).
- 1994 :
  - Juvénal Habyarimana, chef d'État rwandais (° 8 mars 1937).
  - Cyprien Ntaryamira, président du Burundi (° 6 mars 1956).
- 1996 : Greer Garson, actrice irlandaise (° 29 septembre 1904).
- 1997 :
  - Arturo de Ascanio, prestidigitateur espagnol (° 22 mars 1929).
  - Pierre-Henri Teitgen, homme politique français (° 29 mai 1908).
- 1998 :
  - Edgar Ablowich, athlète de sprint américain (° 29 avril 1913).
  - Rudy Dhaenens, cycliste sur route belge (° 10 avril 1961).
  - Jean-Paul de Rocca Serra, homme politique français (° 11 octobre 1911).
  - Wendy O. Williams, chanteuse américaine du groupe Plasmatics (° 28 mai 1949).
  - Tammy Wynette, chanteuse américaine (° 5 mai 1942).
- 1999 :
  - Red Norvo, xylophoniste et vibraphoniste américain (° 31 mars 1908).
  - Eleanor Searle, médiéviste américaine (° 29 octobre 1926).
- 2000 :
  - Habib Bourguiba, chef d'État tunisien (° 3 août 1903).
  - Bernardino Echeverría Ruiz, prélat équatorien (° 12 novembre 1912).

### XXIesiècle
- 2001 : Charles Pettigrew, chanteur américain du groupe Charles & Eddie (° 12 mai 1963).
- 2002 : Nobu McCarthy, actrice canadienne (° 13 novembre 1934).
- 2003 :
  - Gerald Emmett Carter, prélat canadien (° 1er mars 1912).
  - Babatunde Olatunji, percussionniste nigérian yoruba inspirateur de Serge Gainsbourg (° 7 avril 1927).
- 2004 : Niki Sullivan (en), guitariste américain du groupe The Crickets (° 23 juin 1937).
- 2005 :
  - Fatna Bent Lhoucine, chanteuse marocaine (° 1935).
  - Frank Conroy, écrivain américain (° 15 janvier 1936).
  - Francesco Laudadio, réalisateur, scénariste et romancier italien (° 2 janvier 1950).
  - André Luy, organiste suisse (° 12 janvier 1927).
  - Gerrit Peters, cycliste sur route néerlandais (° 31 juillet 1920).
  - Rainier III, chef d'État monégasque (° 31 mai 1923).
- 2006 : Jacques Grangette, pilote d’essais français (° 29 septembre 1924).
- 2007 :
  - Luigi Comencini, réalisateur italien (° 8 juin 1916).
  - George Jenkins, directeur artistique américain (° 19 novembre 1908).
- 2008 :
  - Jeyaraj Fernandopulle, homme politique srilankais (° 11 janvier 1953).
  - Nick Venturi, gangster français (° 24 juin 1923).
- 2009 :
  - Luigi Casola, cycliste sur route italien (° 11 juillet 1921).
  - Jacques Hustin, chanteur belge (° 15 mai 1940).
  - Ivy Matsepe-Casaburri, enseignante et femme politique sud-africaine (° 18 septembre 1937).
  - Mari Trini, chanteuse espagnole (° 12 juillet 1947).
  - Svetlana Ulmasova, athlète de fond soviétique puis russe (° 4 février 1953).
  - Damouré Zika, animateur de radio et acteur nigérien (° 1923).
- 2012 : Serge Grenier, humoriste, scénariste et auteur québécois (° 15 mars 1939).
- 2014 : Mickey Rooney, acteur, réalisateur, producteur et compositeur américain (° 23 septembre 1920).
- 2016 : Merle Haggard, chanteur et musicien américain (° 6 avril 1937).
- 2017 :
  - Armand Gatti, poète, auteur, dramaturge, metteur en scène, scénariste et réalisateur français (° 26 janvier 1924).
  - Don Rickles, humoriste et acteur américain (° 8 mai 1926).
- 2018 :
  - Franck Bauer, animateur radiophonique, voix de la France libre sur Radio Londres et musicien français (° 2 juillet 1918).
  - Patrick Font, chansonnier et humoriste français (° 27 septembre 1940).
  - Jacques Higelin, chanteur et musicien français (° 18 octobre 1940).
  - Véronique Kantor, personnalité française de l'humanitaire, ex-épouse de Coluche, administratrice des Restos du Cœur (° 27 septembre 1948).
- 2020 : 
  - James Drury (James Child Drury dit), acteur américain par exemple dans le rôle-titre de la série western "Le Virginien" (° 18 avril 1934).
  - Albert William « Al » Kaline, joueur de baseball américain (° 19 décembre 1934).
- 2021 : 
  - Hans Küng, prêtre catholique et théologien suisse (° 19 mars 1928).
  - Louis Siminovitch (en), biologiste moléculaire canadien devenu centenaire (° 1er mai 1920).
- 2022 : Vladimir Jirinovski, homme politique soviétique puis russe nationaliste dit parfois le clown par ses compatriotes (° vers 1946).
- 2023 :
  - Paul Cattermole, chanteur et acteur britannique (° 7 mars 1977).
  - Michel Collas, polytechnicien et dirigeant d'entreprises français (° 2 novembre 1923).
  - Malika El Aroud, criminelle et figure marquante de l'islamisme radical belgo-marocaine (° 2 mars 1959).
  - Gérard Gosselin, artiste peintre, graveur et lithographe français (° 19 mars 1933).
- 2024 :
  - Ali Bécheur, écrivain, romancier, essayiste et nouvelliste tunisien (° 1939).
  - Dinh Q. Lê, photographe, artiste, dessinateur américain (° 1968).
  - Ernesto Gómez Cruz, acteur mexicain (° 7 novembre 1933).
  - Alexis Grüss, artiste et directeur de cirque français (° 23 avril 1944).
  - Doug Hoyle, homme politique britannique (° 17 février 1930).
  - José Alberto Martín-Toledano, homme politique espagnol (° 26 février 1963).
  - Ziraldo, dessinateur et auteur brésilien (° 24 octobre 1932).

## Célébrations

### Internationale
- Journée internationale du sport pour le développement et la paix[5].

### Nationales
- Canada et États-Unis : Tartan Day / jour du tartan célébrant les liens historiques et actuels existant entre l'Écosse et les descendants d'immigrés écossais en Amérique du Nord et dans certains pays du Commonwealth.
- Thaïlande : Chakri day[6] / fête de Chakri commémorant la fondation de la Chakri en 1782.

### Religieuse
- Bahaïsme : dix-septième jour du mois de la splendeur / bahá' بهاء, dans le calendrier badīʿ.

### Saints des Églises chrétiennes

#### Saints des Églises catholiques et orthodoxes
Saints des Églises catholiques et orthodoxes :
- Brychan († vers 500), roi gallois, père de vingt-quatre enfants la plupart vénérés comme saints.
- Célestin Ier (Caelestinus, pape a priori sous son nom et le quantième de Ier, † 27 juillet 432), religieux italique, 43e pape chrétien de 422 à sa mort.
- Elstan d'Abingdon († 981), moine à l'abbaye d'Abingdon.
- Eutychius de Constantinople († 582), patriarche de Constantinople, président du 5e concile œcuménique.
- Filarete de Calabre († 1070), basilien à Palmi.
- Galla de Rome († VIe siècle), veuve à Rome.
- Gennard († 720), moine de l'abbaye Saint-Wandrille de Fontenelle puis abbé de l'abbaye Saint-Germer-de-Fly.
- Irénée de Sirmium († 305), évêque et martyr à Sirmium (voir la veille 5 avril pour Sainte Irène décédée un an plus tôt en 304).
- Marcellin de Carthage († 413), martyr dans l'actuelle Tunisie - date orientale, fêté le 13 septembre en Occident.
- Méthode († 885), date orientale plutôt fêtés les 14 février et 6 mai en Occident.
- Timothée († 345) et Diogène, martyrs en Macédoine.
- Notker († 912), hymnographe et musicien à l'abbaye de Saint-Gall en Suisse - bienheureux pour l'Église catholique.
- Prudence de Troyes († 861), évêque de Troyes.
- Vinebaud († 623), abbé de l'abbaye Saint-Loup de Troyes en Gaule franque mérovingienne.

#### Saints et bienheureux des Églises catholiques
Saints et bienheureux des Églises catholiques :
- Catherine de Pallanza († 1478), bienheureuse ermite italienne fondatrice des sœurs ermites de saint Ambroise.
- Guillaume de Paris († 1202), abbé à l'Abbaye d'Æbelholt dans le Seeland au Danemark.
- Michel Rua († 1910), bienheureux salésien italien, disciple et successeur de saint Jean Bosco dans cet ordre religieux.
- Paul le Bao Tinh (vi) († 1857), prêtre et martyr à Vinh Tri au Tonkin.
- Pierina Morosini († 1957), bienheureuse vierge italienne et martyre.
- Pierre de Vérone († 1252), religieux dominicain italien martyr.
- Zéphyrin Agostini († 1896), bienheureux religieux italien fondateur des ursulines filles de Marie Immaculée.

#### Saints orthodoxes
Saints orthodoxes du jour (aux dates parfois "juliennes" / orientales) :
- Grégoire le Sinaïte († 1346), moine propagateur de la prière hésychaste.

### Prénoms du jour
Bonne fête aux Marcellin et ses variantes : Marcelin, Marcelina, Marceline, Marcellina, etc. (les Marcel aux masculins et variantes plutôt les 16 janvier ; Marcelle aux féminins et variantes les 31 janvier).
Et aussi aux :
- Célestin et ses variantes : Céleste, Celestina, Célestine, etc.
- Aux Irénée le lendemain des Irène etc.
- Aux Neven et ses variantes plus ou moins bretonnes également : Nevena, Nevenez, Nevenig, Nevyn, etc.
- Aux Perrine et ses variantes : Périne, Périnne et Perryne (voire les Péron(n)elle ou Pétronille les 31 mai).

## Traditions et superstitions

### Dictons
- « Au jour de Saint Prudence, s'il fait du vent, les moutons dansent. »[9]
- « Au jour de Saint Prudence, s’il pleut, s’il vente, peu après le mouton danse. »[10] (les dépressions atmosphériques et la chaleur du début de printemps rendent l’herbe grasse).

### Astrologie
- Signe du zodiaque : 17e jour du signe astrologique du Bélier.

## Toponymie
Les noms de plusieurs voies, places, sites ou édifices de pays ou de régions francophones contiennent cette date sous diverses graphies : voir Six-Avril .